# Igor Cașu
Igor Cașu (n. 8 octombrie 1973, Borogani, fostul raion Comrat, actualmente Leova, Republica Moldova) este un istoric, educator și realizator de manuale român din Republica Moldova.

## Biografie
Igor Cașu s-a născut pe 8 octombrie 1973 în satul Borogani, raionul Comrat, acum raionul Leova.
Licențiat al Facultății de Istorie a Universității Alexandru Ioan Cuza din Iași în 1995, doctor în istorie al aceleiași instituții (2000), cu o teză despre Politica națională din Moldova sovietică, 1944-1989. Bursier al programului Fulbright (2000), CEP Alumnus (2001-2003). Lector, lector superior și apoi conferențiar universitar la Facultatea de Istorie a Universității de Stat din Moldova (din 1998 până în prezent). Efectuează între 2005 și 2007 un stagiu de doi ani în Elveția, la Universitățile din Fribourg și Geneva. Expert al Comisiei Prezidențiale pentru Analiza Dictaturii comuniste din România, alias comisia Tismăneanu, responsabil de capitolul privind teroarea în RSS Moldovenească.
În octombrie 2010 devine director (fondator) al Centrului pentru Studierea Totalitarismului de la Facultatea de Istorie și Filosofie a Universității de Stat din Moldova. Este de asemenea editorialist la Adevărul, ediția Moldova, unde ține și o rubrică săptămânală intitulată Arhivele Comunismului. Reporter la Radio Europa Liberă, rubrica Istoria trăită.
Igor Cașu a fost desemnat, prin Decretul prezidențial, semnat de președintele interimar al Republicii Moldova Mihai Ghimpu, vicepreședinte al Comisiei pentru analiza regimului totalitar comunist din Republica Moldova.

## Volume publicate
- 2013 -- Dușmanul de clasă (Represiuni politice, violență și rezistență în R(A)SS Moldovenească, 1924-1956) - Igor Cașu, Cartier, Colecția Cartier Istoric [9][10]
- 2013 -- Istoria românilor și universală pentru clasa a XII-a, manual pentru clasa a XII-a, Chișinău, Editura Cartier, 2013 (în colaborare cu Igor Șarov, Virgil Pâslariuc, Flavius Solomon și Pavel Cerbușcă) [11]